# The Dish
The Dish (teilweise auch The Dish – Verloren im Weltall) ist eine Historienkomödie von Regisseur Rob Sitch aus dem Jahr 2000, die in Australien sehr starke, in Deutschland nur mäßige Bekanntheit erreichte. Der Film basiert auf wahren Begebenheiten.

## Handlung
Im Juli 1969 betrat Neil Armstrong als erster Mensch den Mond und Millionen von Menschen auf der Erde konnten dieses Ereignis live miterleben. Dafür setzte die NASA ein weltweites Netz an Radioteleskopen ein, wovon eines, das Parkes-Observatorium, mitten auf einer Schafskoppel in Australien steht.
Cliff Buxton und sein Team überwachten dieses Radioteleskop und wurden von der NASA beauftragt, den Kontakt zu Apollo 11 aufrechtzuerhalten, wenn der Mond bzw. das Apollo-Raumschiff von den Stationen in den USA aufgrund der Erdrotation nicht mehr direkt angefunkt werden können.
Doch ein Stromausfall und eine daraus resultierende Löschung im Speicher des Computers, der das Teleskop ausrichten soll, macht der Sache einen Strich durch die Rechnung. Um ihr Gesicht zu wahren, nachdem sie vergessen hatten, die Brennstoffleitungen ihres Notstromgenerators vorzupumpen, lügen sie die NASA an und versuchen, Apollo 11 wiederzufinden, was ihnen nach einigen Stunden auch gelingt.
Schließlich steht der Tag der ersten Mondlandung bevor. Doch an diesem Tag tritt starker Wind auf – eigentlich zu stark, um das Radioteleskop weiter zu betreiben und auf das Raumschiff auszurichten. Doch mit Mut und australischer Unverfrorenheit wagen sie es und stellen im richtigen Augenblick die Verbindung her, um die entscheidenden Worte von Neil Armstrong zu senden: Ein kleiner Schritt für einen Menschen, aber ein großer Sprung für die Menschheit.

## Weiterführende Handlung
Obwohl die erste Mondlandung der Handlungsstrang für den Film ist, hat dieser auch eine Reihe von Nebenhandlungen zu bieten. Der Film wird dazu mit einer gehörigen Portion Selbstironie in Szene gesetzt, der das Leben in der australischen Kleinstadt Parkes wie auch deren Bewohner von einer sehr amüsanten Seite zeigt.
Die Handlung wurde um drei fiktive Techniker sowie einen NASA-Mitarbeiter gebaut, der für diese Mission die Leitung der Station übernommen hat. Die drei Techniker haben anfängliche Probleme mit den NASA-Methoden, weswegen sie sich auch entscheiden, die NASA anzulügen, als sie den Kontakt zum Apollo-Raumschiff verlieren. Als der NASA-Mitarbeiter die Lüge bestätigt, wird er von den Technikern schließlich akzeptiert.

## Film und Wirklichkeit
Der Film basiert zwar lose auf der realen Geschichte, hat allerdings nur wenig mit den wirklichen Ereignissen zu tun. Für die Mondlandung gab es anfänglich drei Empfangsstationen: Goldstone in Kalifornien für die Nordhalbkugel, sowie eine Station in der Nähe von Canberra und jene in Parkes (Parkes-Observatorium), jeweils in Australien. Alle drei Stationen konnten die Fernseh- und Tonsignale vom Mond bzw. der Raumfähre empfangen, jene in Parkes war allerdings das stärkste, weswegen von Anfang an auf dieses Signal gesetzt wurde. Der australische Premierminister war nicht in Parkes vor Ort, sondern in Canberra.
Richtig im Film ist, dass die Station während der Übertragung tatsächlich sehr starken Winden ausgesetzt war und sie diese Probleme bewältigen musste.
Der Film wurde zum Teil in der australischen Kleinstadt Forbes gedreht, etwa 33 Kilometer von Parkes entfernt.

## Kritiken
„Wenn man den Film THE DISH in einem Wort beschreiben wollte, dann bliebe wohl nur die Bezeichnung als unaufgeregt. [… Das] gekonnte Timing und die lebhafte, wenn nicht sogar liebenswerte Skizzierung der Menschen kann natürlich nur mit entsprechend guten Schauspielern gelingen. […] Heraus kommt dabei eine Komödie, die beweist, dass Australien auf diesem Gebiet keineswegs das Ende der Welt ist […]“

„Liebevoll entwickelte Komödie mit melodramatischen Untertönen, die durch ihre beiläufige Erzählweise ebenso überzeugt wie durch eine Reihe optischer und akustischer Gags. Ein kleiner Film, der in allen Belangen großes Kino bietet.“

Die Deutsche Film- und Medienbewertung FBW in Wiesbaden verlieh dem Film das Prädikat besonders wertvoll.